# Atentatul de la biserica Sfânta Nedelia
Atentatul de la biserica Sfânta Nedelia a fost un atac terorist asupra bisericii Sf. Nedelia din Sofia, efectuat la 16 aprilie 1925, când o grupare din Partidul Comunist Bulgar (PCB) a aruncat în aer acoperișul bisericii aflate în centrul capitalei Bulgariei, în timpul slujbei de înmormântare a generalului Konstantin Gheorghiev, ucis într-un alt atentat comunist din 14 aprilie. 150 de oameni, în principal membri ai elitei politice și militare a țării, au murit și circa 500 de persoane au fost rănite în atac.

## Pregătiri
După eșecul Revoltei din septembrie din 1923 și după interzicerea PCB de către Curtea Supremă de Apel la 2 aprilie 1924, Partidul Comunist s-a găsit într-o situație dificilă. Guvernul a arestat numeroși activiști și era pusă în pericol existența grupării, care era însă sprijinită activ de Moscova. Comitetul Central al PCB a format un Grup Special Punitiv, din care făceau parte Iako Dorosiev, căpitanul Ivan Minkov și Vulko Cervenkov. Organizația Militară (OM) a BCP, condusă de maiorul Kosta Iankov și de Ivan Minkov, a organizat grupări izolate („шесторки”, „șestorki”) ce comiteau atentate individuale. Aceasta nu a împiedicat poliția să descopere și să anihileze structurile comuniste ilegale.
Ulterior, în decembrie 1924, organizația l-a recrutat pe Petăr Zadgorski, paracliser la biserica Sf. Nedelia. Dimităr Hadjidimitrov și Dimităr Zlatarev, liderii secțiunii de armament a OM, au propus să fie asasinat directorul Poliției, Vladimir Nacev, iar în timpul înmormântării lui, să fie declanșat un atentat pe scară largă. În acest fel, ei sperau să elimine un număr mare de figuri-cheie din ierarhia poliției și să reducă presiunea exercitată de autorități asupra PCB. Ideea a fost îmbrățișată de Stanke Dimitrov, secretar al Comitetului Central, care l-a discutat cu Gheorghi Dimitrov și cu Vasil Kolarov, secretar general al Cominternului, la începutul lui 1925. Ei nu au aprobat, însă, propunerea, deoarece credeau că o asemenea acțiune trebuie precedată de pregătiri pentru o revoltă pe scară largă imediat după atac.
Între timp, guvernul a continuat să crească presiunea pusă pe PCB. În urma uciderii lui Valcio Ivanov, un funcționar influent, la 11 februarie 1925, la 10 martie s-a adoptat un amendament la Legea Protecției Statului prin care se măreau atribuțiile autorităților. Iako Dorosiev, liderul OM, a fost asasinat, după aceea, la 26 martie. Aceste evenimente au amenințat supraviețuirea fizică a liderilor PCB și au iritat conducerea OM. Aceasta a anunțat că este gata să pună în practică planul, în pofida dezaprobării Cominternului.

## Punerea în aplicare
Conducerea OM a însărcinat cu aplicarea planului un grup condus de Petăr Abadjiev, care îl recrutase pe paracliserul Petăr Zadgorski. Cu ajutorul acestuia, Abadjiev și Asen Pavlov au dus în total 25 kg de explozibili în podul bisericii Sf. Nedelia de-a lungul a două săptămâni. Explozibilii erau fixați într-un pachet deasupra uneia dintre coloanele domului principal, situată lângă intrarea dinspre sud a clădirii. Planul era ca ele să fie detonate cu un fitil de 15 m care le va permite atacatorilor să scape.
Din cauza întăririi gărzilor la înmormântarea lui Vladimir Nacev, OM a ales altă victimă ale cărei funeralii vor constitui ocazia declanșării atentatului. La 8 pm în seara de 14 aprilie, general Konstantin Gheorghiev, deputat al partidului Acordul Democratic, a fost asasinat de Atanas Todovicin în fața unei biserici din Sofia când se ducea la liturghie împreună cu nepoata sa.
Înmormântarea generalului Gheorghiev a fost programată pe 16 aprilie, în Joia Patimilor. Pentru a mări numărul celor prezenți, complotiștii au trimis invitații false în numele Asociației Ofițerilor în Rezervă. La ora 7 am în ziua de 16, Zadgorski l-a condus pe Nikola Petrov pe acoperiș, de unde Petrov avea să detoneze bomba la semnalul lui Zadgorski. Procesiunea funerară a intrat în biserică la ora 3 pm în acea după-amiază. Slujba a fost ținută de episcopul Stefan, viitor exarh al bulgarilor. Sicriul a fost pus la început chiar lângă coloana ce urma să fie aruncată în aer, dar a fost mutat apoi mai în față din cauza numărului mare de oameni care veniseră la ceremonie.

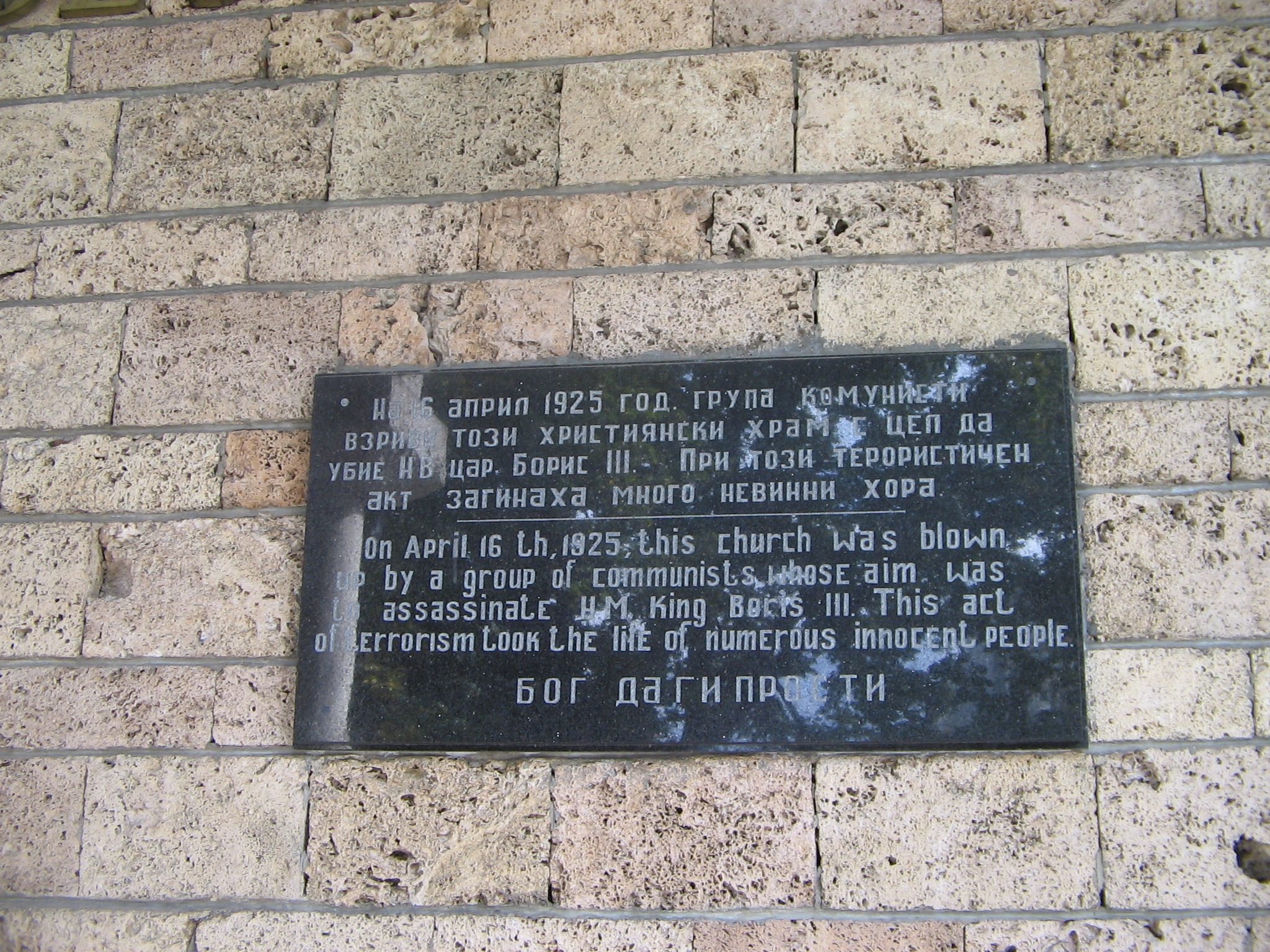
Placă ce comemorează victimele atacului cu bombă

Conform planului de acțiune al grupului din OM, când a început slujba, Zadgorski i-a dat lui Nikola Petrov semnalul de detonare, după care cei doi au ieșit din clădire în jurul orei 3:20. Explozia a distrus domul principal al bisericii, îngropând mulți oameni înăuntru. Explozia din interior a cauzat și mai multe daune.

## Victime
150 de persoane au murit și alte 500 au fost rănite. Toți membrii guvernului au supraviețuit. Regele Boris al III-lea nu era în biserică, întrucât era prezent la înmormântarea celor uciși în atentatul împotriva sa în pasul Arabakonak din Munții Balcani.
Printre victime s-au numărat generalul Kalin Naidenov, ministru de război în timpul Primului Război Mondial; Stefan Nerezov, comandantul Armatei Bulgare de la Dojran; generalul Ivan Popov, generalul Grigor Kiurkciev; primarul Sofiei Paskal Paskalev, guvernatorul Nedelcev, șeful poliției Kisov, trei deputați, precum și 25 de femei și copii.

## Urmări directe
În seara de după atac, s-a declarat lege marțială. Atacul a cauzat un val de represiuni violente organizate de Uniunea Militară cu aprobarea tacită a guvernului. În următoarele două săptămâni, circa 450 de persoane au fost ucise fără a fi fost judecate, printre care și poetul Geo Milev și jurnalistul Iosif Herbst. (o groapă comună a celor uciși în 1925 a fost descoperită în anii 1950 când se construia un baraj, iar cadavrul lui Geo Milev a fost identificat după ochiul de sticlă pe care îl purta pentru că pierduse un ochi în război.) Mulți alți comuniști au fost judecați pentru acest atentat.
Liderii OM, Kosta Iankov și Ivan Minkov au fost printre cei asasinați. Câțiva dintre organizatorii atacului, printre care Dimităr Zlatarev, Petăr Abadjiev și Nikola Petrov, au reușit să fugă în Uniunea Sovietică prin Iugoslavia. Abandonat de partidul său, Petăr Zadgorski s-a predat poliției și a mărturisit faptele.
Procesul s-a ținut în fața unui tribunal militar din Sofia între 1 și 11 mai 1925. Petăr Zadgorski, locotenent-colonelul Gheorghi Koev, care încercase fără succes să-l ascundă pe Ivan Minkov, și Marko Fridman, un lider de secțiune al OM, au fost cu toții condamnați la moarte. Stanke Dimitrov, Petăr Abadjiev, Dimităr Grancearov, Nikolai Petrini și Hristo Kosovski au primit și ei pedeapsa capitală, ultimii trei fiind deja asasinați în săptămânile anterioare.
Marko Fridman, cel cu funcția cea mai înaltă dintre acuzați, a mărturisit că organizația era finanțată și aprovizionată cu armament din Uniunea Sovietică, dar a dat vina pentru atac pe Kosta Iankov și Ivan Minkov, care, conform lui Fridman, ar fi acționat fără acordul conducerii PCB.